# Carl Göran Aminoff
Albrecht Carl Göran Aminoff, född 28 maj 1916 i Hangö, död 30 mars 2001 i Helsingfors, var en finländsk försäkringsman. 
Aminoff student 1934, avlade högre rättsexamen 1942 och blev vicehäradshövding 1945. Han bedrev advokatverksamhet i Helsingfors 1944–1946, var anställd vid Finska träförädlingsindustriernas centralförbund 1946–1949, chef för G.A. Serlachius Oy:s juridiska avdelning 1949–1957 och verkställande direktör för ömsesidiga försäkringsbolaget Pensions-Varma 1958–1979. Han ledde sistnämnda företag med säker hand under den starka expansion som införandet av arbetspensionen framkallade. Han var medlem av Svenska folkpartiets centralstyrelse 1962–1984 och partiets mångårige skattmästare samt tjänstgjorde 1976–1977 som utrikeshandelsminister i Martti Miettunens regering. Aminoff utgav 1971 det militärhistoriska arbetet Nyuppsatta truppförband i Finland 1770–1808. Han blev ekonomie hedersdoktor 1979.